# ألكسندر إسبينوزا
ألكسندر إسبينوزا (بالإسبانية: Alexander Espinoza) (مواليد 22 ديسمبر 1980) هو ملاكم فنزويلي، مثّل بلاده في الألعاب الأولمبية الصيفية 2004.

## روابط خارجية
ألكسندر إسبينوزا على موقع بوكس ريك (الإنجليزية) (registration required)
- ألكسندر إسبينوزا على موقع أوليمبيديا (الإنجليزية)